# Cantón de Rebais
El cantón de Rebais era una división administrativa francesa, que estaba situada en el departamento de Sena y Marne y la región de Isla de Francia.

## Composición
El cantón estaba formado por dieciocho comunas:
- Bellot
- Boitron
- Chauffry
- Doue
- Hondevilliers
- La Trétoire
- Montdauphin
- Montenils
- Orly-sur-Morin
- Rebais
- Sablonnières
- Saint-Cyr-sur-Morin
- Saint-Denis-lès-Rebais
- Saint-Germain-sous-Doue
- Saint-Léger
- Saint-Ouen-sur-Morin
- Verdelot
- Villeneuve-sur-Bellot

## Supresión del cantón de Rebais
En aplicación del Decreto nº 2014-186 de 18 de febrero de 2014, el cantón de Rebais fue suprimido el 22 de marzo de 2015 y sus 18 comunas pasaron a formar parte del nuevo cantón de Coulommiers.